# Augusztusi frakcióincidens
Az augusztusi frakcióincidens (8월 종파 사건), a hivatalos észak-koreai politikatörténetben a „második nehéz menetelés” Kim Ir Szen hatalomból való eltávolítására tett kísérlet volt a szovjet-koreai és a Jen'an frakció vezető észak-koreai személyiségei által, a Szovjetunió és Kína támogatásával, a Koreai Munkáspárt (KMP) 3. Központi Bizottságának 2. plenáris ülésén 1956-ban hasonlóan a kelet-európai kommunisták vezetők (Rákosi Mátyás, Bolesław Beirut, Valko Chervenkov stb.) eltávolításához. Kim eltávolítására tett kísérlet azonban kudarcot vallott, a résztvevőket letartóztatták, majd kivégezték. Ezzel a politikai győzelemmel Kim Ir Szen minden ellenzéket elfojtott a központi pártvezetésen belül és szovjet bábból önálló, leválthatatlan politikai tényező lett.

## Előzmények
Kim Ir Szen 1955 végén és 1956 elején, a Koreai Munkáspárt (SZKP) 3. kongresszusa előtt előzetes jeleket küldött arról, hogy fellép a Jenan és a szovjet frakciók ellen. A Szovjetunió Kommunista Pártjának 20. kongresszusa igazi bomba volt Nyikita Hruscsov titkos beszédével, amelyben elítélte Joszif Sztálint, és a desztálinizáció beiktatásával. A szovjet blokkban a hazai kommunista pártok kampányokat indítottak a személyi kultuszok ellen, és Kelet-Európa-szerte szovjet jóváhagyással(vagy elvárással) leváltották a Sztálinról mintázott bábfőtitkárokat (Rákosi Mátyás, Beirut stb.) ellenben a "saját jogon"hatalomra kerültekkel (Mao, Titó). Egyedül Romániában tartotta meg a hatalmát Gheorghiu-Dej.

## Kim Ir Szen harca a szovjet párti frakciósok ellen
Kim Ir Szen-t 1956 nyarán hat hétre Moszkvába hívta Hruscsov, aki Észak-Koreát az új politikájával akarta összhangba hozni. Kim Ir Szen távollétében Pak Csangok (a szovjet frakció új vezetője Ho Ka-i öngyilkossága után), Cso Csangik és a Jenan frakció más vezető tagjai tervet szőttek arra, hogy megtámadják Kim Ir Szent a Központi Bizottság következő plenáris ülésén, és kritizálják őt vezetési módszereinek „javítása” hiánya, személyi kultusz kialakítása, a „kollektív vezetés leninista elvének” eltorzítása, a „szocialista törvényesség eltorzítása” (azaz önkényes letartóztatások és kivégzések alkalmazása)miatt. 
Kim Ir Szen Moszkvából való visszatérése után szerzett tudomást a tervről, és válaszul majdnem egy hónappal elhalasztotta a plenáris ülést. Amikor a plenáris ülés augusztus 30-án végre megnyílt, Cso Csang-ik beszédet mondott, amelyben támadta Kim Ir Szent, amiért a párt és az állam hatalmát a saját kezébe összpontosította, valamint bírálta az iparosítással kapcsolatos pártirányelvet, amely figyelmen kívül hagyta az észak-koreai nép körében elterjedt éhezést. Yun Kong-hum „rendőri rezsim” létrehozása miatt támadta Kim Ir Szennt. Kim Ir Szen támogatói kritizálták és leszidták a szónokokat, szinte hallhatatlanná téve őket, és tönkretéve a párttagok meggyőzésére való képességüket. Kim Ir Szen támogatói azzal vádolták az ellenzéket, hogy „pártellenes”, és Yun Kong-hum kizárását kezdeményezték a pártból. Kim Ir Szen válaszul semlegesítette a rá irányuló támadást azzal, hogy változásokat ígért és mérsékelte a rezsimet, de ezeket az ígéreteket soha nem tartotta be. A bizottság többsége Kim Ir Szen támogatására szavazott, és az ellenzék elnyomása után megszavazta Cso és Pak kizárását a Központi Bizottságból.
A Jen'an frakció néhány vezetője Kínába menekült, hogy elkerülje az augusztusi plenáris ülést követő tisztogatásokat, míg a szovjet és a Jen'an frakció támogatóit összegyűjtötték. Bár Kim Tu-bong, a Jen'an frakció vezetője és a Legfelsőbb Népi Gyűlés Állandó Bizottságának névleges elnöke nem vett részt közvetlenül a Kim Ir Szen elleni merényletben, végül 1958-ban kizárták, azzal vádolva, hogy ő volt az összeesküvés „fő szervezője”. Kim Tu-bong a hatalomból való eltávolítása után „eltűnt”, és valószínűleg vagy kivégezték, vagy börtönben halt meg.
1956 szeptemberében egy közös szovjet-kínai küldöttség Phenjanba utazott, hogy utasítsa Kim Ir Szent a tisztogatások beszüntetésére, és helyezze vissza hivatalába a Jen'an és a szovjet frakciók vezetőit.  A Központi Bizottság 1956. szeptember 23-án tartott második plenáris ülésén hivatalosan kegyelmet adtak az augusztusi ellenzéki kísérlet vezetőinek, és rehabilitálták őket, de 1957-ben újraindultak a tisztogatások, és 1958-ra a Jen'an frakció megszűnt. Eközben a szovjet frakció tagjai, akiket fokozott zaklatás ért, úgy döntöttek, hogy sürgősen visszatérnek a Szovjetunióba.
1959-re a tisztogatások olyan pusztítóak voltak, hogy a Legfelsőbb Népi Gyűlés helyeinek több mint negyede betöltetlen maradt. Az év júliusában rendkívüli időközi választásokat kellett szervezni.
1961-re az egyetlen frakció, Kim Ir Szen saját gerillafrakciója maradt, valamint olyan új tagok, akik Kim Ir Szen vezetésével csatlakoztak a Népi Népi Párthoz (WPK), és hűségesek voltak hozzá. Az 1961-es Központi Bizottságban a Központi Bizottság összesen 68 tagú tagságából mindössze két szovjet, három Jen'an és három hazai tag maradt. Ezek a személyek személyesen hűségesek voltak Kim Ir Szenhez, és bizalmat élvezett bennük; azonban az 1960-as évek végére még ezeket a személyeket is szinte teljesen eltávolították.
A szovjet és a Jenani frakciók Kim Ir Szen megbuktatásának kudarcának egyik valószínű oka a párt 1950 óta csatlakozott fiatalabb tagjainak nacionalista nézete volt, miszerint ezeknek a frakcióknak a tagjai idegen hatalmak által befolyásolt „külföldiek”, míg Kim Ir Szent igazi koreainak tartották.
Kim Ir Szen életrajzírója, Dae-Sook Suh szerint: „[Kim Ir Szen] hosszú küzdelme a hatalom megszilárdításáért befejeződött... Már nem voltak olyan frakciók, amelyek megkérdőjelezhették volna a pozícióját, és most először nem tartózkodtak külföldi fegyveres erők Észak-Koreában”.

## Következmények
Kim Ir Szen már nem a Szovjetunió vagy Kína bábja volt, hanem önálló kommunista vezető, és elkezdte felszámolni a lehetséges maradék ellenzékét is, például a Kapszan frakciót.

## Fordítás
Ez a szócikk részben vagy egészben  az   August faction incident című angol Wikipédia-szócikk ezen változatának fordításán alapul.  Az eredeti cikk szerkesztőit annak laptörténete sorolja fel. Ez a jelzés csupán a megfogalmazás eredetét és a szerzői jogokat jelzi, nem szolgál a cikkben szereplő információk forrásmegjelöléseként.

## Szakirodalom
- Lankov, Andrei. Crisis in North Korea: The Failure of De-Stalinization, 1956. University of Hawaii Press (2007). ISBN 978-0-8248-3207-0
- Tertitskiy, Fyodor. The Last Days of Summer: The Story of the August Plenum, Soviet-North Korean Relations During the Cold War: Unruly Offspring. Routledge, 69–102. o. (2023). ISBN 9781032537306
- Szalontai, Balázs. Kim Il Sung in the Khrushchev Era: Soviet-DPRK Relations and the Roots of North Korean Despotism, 1953-1964. Stanford University Press (2005). ISBN 978-0-8047-5322-7